# Confederación de Sistemas Independientes
La Confederación de Sistemas Independientes (en la versión original inglesa: Confederacy of Independent Systems o CIS), también conocida como La Alianza Separatista o Separatistas, es una organización política ficticia que aparece en el universo ficticio de Star Wars, agrupando los planetas que querían liberarse de la República Galáctica y que fue apoyada por numerosas organizaciones relacionadas al comercio y las finanzas.

## Historia
Fundada en el 24 ABY, la Confederación de Sistemas Independientes estaba compuesta por organizaciones pequeñas y sistemas estelares enteros que tenían la intención de abandonar la República Galáctica y crear un nuevo gobierno. Muchas corporaciones importantes en la galaxia, como la Federación de Comercio, el Clan Bancario InterGaláctico, la Asamblea Minorista, la Tecno Unión, el Gremio de Comercio y la Alianza Corporativa se unieron a la organización.
En sus últimos años, la República se había vuelto inoperante y corrupta, con los sistemas periféricos recibiendo pocos beneficios a pesar de pagar pesados impuestos. Miles de sistemas decidieron abandonar la República, liderados por el Conde Dooku, un ex-jedi, desencantado con la Orden. Pero lo que parecía ser una crisis política era en realidad algo peor: en Geonosis, Dooku se reunió con jefes de poderosos grupos de comercio galáctico, que le prometieron sus ejércitos y créditos para su causa. 
Así la guerra envolvió a la galaxia, con el señor de la guerra cyborg, el general Grievous liderando los ejércitos droides separatistas en contra de la República. La República contraatacó con ejércitos de soldados clones comandados por Jedis, que habían abandonado su papel tradicional como fuerzas de paz para liderar tropas en la guerra. 
Nadie sospechaba que el conflicto era una farsa: el Canciller Supremo de la República, Palpatine, que también era un Lord Sith, Darth Sidious, era quien dirigía a Dooku. A medida que avanzó la guerra, Palpatine acumuló más y más poder. La derrota separatista al final de la guerra fue pre-ordenada. Los líderes de la alianza separatista fueron ejecutados en Mustafar en el 19 ABY, y los grupos comerciales que habían apoyado la causa se convirtieron en parte del nuevo Imperio, que nació de la antigua República.

## Líderes
- La Federación de Comercio, dirigida por el Virrey Nute Gunray.
- El Gremio de Comercio, dirigido por la Presidenta Shu Mai.
- La Tecno Unión dirigida por el Emir Wat Tambor.
- El Clan Bancario Intergaláctico, dirigido por el director San Hill.
- La Alianza Corporativa, dirigida por el Magistrado Passel Argente.
- Las fábricas de droides Geonosianas, dirigidas por el Archiduque Poggle el Menor.

La CSI también contó con senadores que se rebelaron contra la república, incluyendo a:
- El Aqualish Po Nudo, dirigente del Cartel de Hyper-Comunicaciones.
- El Quarren Tikkes, dirigente de la Liga de Aislamiento Quarren.
- Lott Dod, continuó en el Senado de la República aunque apoyaba a la Alianza Separatista de manera secreta y no oficial.
- Otros, como el Senador Rogwa Wodrata.

El Conde Dooku era el dirigente político central de la alianza y jefe de Estado.
En cuanto a las fuerzas armadas el mando supremo lo ejerció el General cyborg Grievous.
Algunos de los comandantes de las fuerzas de las CSI fueron:
- Asajj Ventress, especie Dathomiriana.
- Almirante Trench, especie Harch.[2]
- General Lok Durd, especie Neimodiano.
- Capitán Mar Tuuk, especie Neimodiano
- Riff Tamson, especie Karkarodon[3]
- Darts D'Nar, especie zygerriano
- Osi Sobeck, especie phindiano
- Whorm Loathsom, especie Kerkoiden
- General Kalani, super droide táctico[4]

## Fuerzas Armadas

### Ejército de la Confederación
Los ejércitos de la Confederación fueron sobre todo de orden robótico (incluyendo a milicias de algunos planetas):
Droides de combate:
- Droide de batalla B1: provienen de la federación de comercio. Construidos por las fábricas Baktoid, los droides de combate son la unidad principal de la CSI debido a su bajo costo y rápida construcción. Los droides de combate solo están equipados con un blaster modelo E-5 de Baktoid. Su programación para el combate era bastante simple, lo que no los hacia muy hábiles en batalla. Estos droides de batalla no fueron diseñados para ser inteligentes: fueron diseñados para abrumar a los ejércitos de la república a través de los números. Al ser el tipo más numeroso se les asignaron diversas tareas como reconocimiento, francotiradores, pilotos, armas de repetición, armas pesadas, conductores de vehículos, etc., así como armamento en función de aquello. Contaron con algunas variantes más especializadas:
  - Droide Garra B1: variante del B1, especializada en el combate cuerpo a cuerpo.
  - Droide cohete B1: otra variante especializada la cual poseía cohetes en su espalda y una linterna en su cabeza, lo que les permitía realizar operaciones en el espacio. Tenían una coloración naranja con partes negras.[5]
  - Droide bombero B1: variante equipada para combatir incendios en las naves confederadas. Presentaban una coloración negra con rayas amarillas.
- Superdroide de batalla B2: supuso una mejora del droide de combate, es más resistente, mejor armado, pero su costo y su tiempo de construcción son mayores. El armamento del super droide de combate consiste en un par de bláster dobles de alta repetición en las muñecas de sus brazos.
  - Droide Garra B2: variante especializada del B2 para el combate cuerpo a cuerpo, por lo cual no disponía de bláster.
  - Droide B2-HA: versión del B2 en la cual uno de sus brazos era un poderoso cañón. Servían como comandantes de los B2 estándar.
  - Droide B2-RP: modificación del B2 que posee cohetes o jetpacks en su espalda, lo cual le daba la capacidad de volar. Su coloración era igual al modelo estándar pero con franjas azules en su pecho, brazos y piernas.[6]
  - Super Droide de batalla con cohetes: versión mejorada del B2-RP. Tenían jetpacks más grandes que el modelo original y poseían una mayor número de blásters en sus muñecas, lo que los hacía más rápidos y letales en combate que sus predecesores. Presentaban una coloración gris con marcas rojas.[7]

- Droideka (o droide destructor): es uno de los droides más letales. Esto se explica por 2 pares de blásters ultrapotentes y un escudo deflector que la protege de los disparos. Las droidekas son los únicos con un escudo portátil, ya que esta tecnología es altamente radioactiva. La excelente concepción de la droideka explica su alto costo. Se desplazaban trasformándose en una esfera, pero no pudiendo atacar en este modo.
  - Droide Francotirador: variante especializada de la droideka. El droide francotirador tiene solo un arma: un cañón bláster largo finamente calibrado.[8]
- Acuadroide: droides acuáticos más angulosos y estilizados que los droides de batalla estándar, eran excelentes nadadores y estaban equipados con un cañón láser retráctil.[9]
- Droide de seguridad ala-D: droides de apariencia similar a un B1, poseen alas plegables. Poseen blasters integrados con los cuales atacar al enemigo.[10]
- Droide Comando BX: muy flexibles, estos droides le costaron la vida a varios soldados clones. Muy rápidos y ágiles, lo que les permite a veces portar una vibroespada, útil cuando el enemigo es tomado por sorpresa. Como fuerza de élite eran demasiado caros para producir en grandes cantidades.
- MagnaGuardia IG-100: Estos droides de élite protegían a los líderes separatistas clave, como el general Grievous. Armados con electrobáculos, podían seguir combatiendo decapitados o con algunas extremidades cercenadas. Fue uno de los droides más avanzados.
- Droide Táctico serie T: fueron droides construidos con una programación avanzada y solían coordinar las tácticas de batalla.
- Super Droide Táctico: Mejora de los droides tácticos de la serie anterior. Eran altamente inteligentes y estratégicos, cualidades que les permitían ser comandantes magistrales para el ejército separatista durante las guerras clon.
- Droide de combate LR-57 o droide de la asamblea minorista: droide bípedo con cabeza de barril, armado en sus brazos con dos cañones bláster.

Droides especialistas:
- Droide de demolición o de infiltracion: droide que se asemejaba a droides de mantenimiento pero tras infiltrarse en el campo enemigo se transformaban en droides de batalla armados con cañones láseres y una vez encontrado el objetivo pasaban a convertirse en cargas explosivas.
- Droide de sabotaje Pistoeka o Droide zumbador: droide de aspecto insectoide diseñado para sabotear naves enemigas. Son lanzados a los cazas rivales a través de misiles especializados.[11]
- Droide asesino separatista: droide de apariencia arácnida, constaba de ocho patas con cuchillas, siendo especialistas en el sigilo. Poseía múltiples fotorreceptores. Si eran destruidos desplegaban una serie de versiones más pequeñas de ellos a través de aberturas en su cabeza. Su misión principal era acabar con personajes clave.[12]
- Droide Millicreep: Droides asesinos de forma insectoide, desarrollados por los umbaranos y usados por la Milicia Umbarana. Daban una descarga eléctrica que mataba a los enemigos.[13]
- Droide sonda Separatista: Droide de reconocimiento, se desplazaba mediante repulsores.

Caminantes:
- Droide Cangrejo LM-432: droide con una apariencia de crustáceo, equipado con 4 o 6 poderosas patas con garras que le permiten un gran desplazamiento y luchar en combate cuerpo a cuerpo. Posee dos cañones bláster en la parte delantera.
- Droide Araña Enano: Caminante ligero, equipado de un cañón-láser  ubicado en la parte delantera de su « cabeza ». .
- Droide araña buscador OG-9 : Caminante de gran tamaño, de cuatro patas y cuerpo redondo. El armamento se compone de un lázer buscador  en la parte superior y un arma láser antipersonal en la parte inferior. .
- Droide octuptarra: caminante de tres extremidades con forma de virus. Armado con una torreta con tres cañones láser. Estaba disponible en variantes de distinto tamaños.[14]

Artillería:
- Cañón de protones J-1: tipo de droide artillería semiautónomo, de desplazamiento independiente pero asistido por otros droides en la carga de proyectiles.
- Cañón sónico LR1K o Cañón sónico geonosiano: como su nombre indica fue un arma que producía una explosión de energía sónica. Utilizados por la Casta Guerrera geonosiana en la defensa de su planeta.

Vehículos de combate:
- Tanque Blindado de Asalto: llamado también AAT, es un carro de asalto sobre répulsores. Una tripulación de droides de batalla conduce el tanque de batalla y opera el armamento del vehículo..
- Tanque droide IG-227 clase Hailfire: Tanque droide armado con dos baterías lanzamisiles y un cañón láser. Es impulsado por dos grandes ruedas.
- Tanque droide NR-N99 clase Persuasor : Impulsado por una rueda dentada que cruza toda su longitud, se estabiliza con 2 orugas laterales. Rápidos y bien blindados, se adaptaban bien a una variedad de terrenos y tenían una potencia de fuego considerable..
- Tanque Oruga Umbarano: Utilizado por la Milicia Umbarana. Es un vehículo pilotado de apariencia de oruga. Posee una gran cantidad de cañones bláster.[15]
- Aero-Tanque Umbarano o Tanque Flotante Umbarano: Utilizados por la Milicia Umbarana. Consta de una cabina central y con una especie de tenazas fijas en los lados, que poseen cañones de plasma electromagnéticos. Se desplaza mediante sistemas antigravedad. Son devastadores contra la infantería.[16]
- Cañón Móvil Pesado Umbarano: Utilizados por la Milicia Umbarana. Es un vehículo tripulado de tipo tanque-caminante. Posee 6 patas, un cuerpo en forma de cúpula donde esta la cabina, y en la parte superior un poderoso cañón de plasma electromagnético articulado. Constaba además de blásters antipersonales en la parte inferior. Excelentemente blindados, provocaron el caos en las fuerzas republicanas en la batalla de Umbara.[17]

Otros vehículos:
- MTT: (Multi Troop Transport, en español:Transporte Multi-Tropas) vehículo de transporte de droides, cuya protección se basaba en 4 cañones-bláster .
- STAP: también conocido como plataforma aérea monoplaza (en inglés:single trooper aerial platform), fueron vehículos ligeros de reconocimiento y patrulla utilizados por los droides B1, utilizando tecnología de repulsores. Estaban armados con un par de blásters[18]

Prototipos de armas:
- Tanque Defoliador: desarrollado por el general Lok Durd, se trataba de un tanque AAT modificado para disparar proyectiles que creaban un radio de aniquilación de toda materia orgánica dejando intactas a las fuerzas droides.[19]
- Diezmador orgánico: fue un prototipo droide esférico fabricado por la tecno-unión, que se desplazaba mediante repulsores. A través de escáneres de energía podía detectar organismos biológicos, para luego poder pulverizarlos, también poseía un cortador láser capaz de cortar materiales sólidos. El único prototipo fue destruido por una fuerza de comandos clon.[20]
- Súper tanque: vehículo de combate experimental, que poseía una forma similar al MTT. Se desplazaba a través de repulsores y estaba excelentemente blindado. Su armamento constaba de cañones láseres en la parte frontal (al igual que el MTT), una torreta de lasérs gemelos en el centro y un sistema de lanzamientos de ojivas retráctil en la parte superior. Estos vehículos fueron destruidos en la segunda batalla de Geonosis por una fuerza jedi.

Otros:
- Medusa hidroide: es un arma biológica mejorada cibernéticamente, fue desarrollada por los Karkarodon de Karkaris. Fueron usadas en la batalla de Mon Cala.[21]

### Armada de la Confederación
Naves:
- Nave de control de droides clase Lucrehulk: estación espacial de combate separatista. Sirvieron como naves de transporte antes de convertirse en una pesada nave de combate.

- Destructor estelar clase Providence: nave capital capaz de combatir con cualquier nave de la República, incluso a los temibles destructores clase Venator y Victory I, gracias a su devastadora potencia de fuego.

- Crucero pesado clase Subjugator: conocido por sus inmensos cañones de iones, que se convirtieron en una grave amenaza para la flota republicana a principios de las guerras clon. Un representante de este tipo de nave fue el famoso Malevolencia, comandado por el general Grievous.

- Destructor ligero clase Recusant : producidos en gran cantidad, se trató de una nave económica y fácil de construir y reemplazar. Resultaban más eficientes cuando eran desplegadas en número.

- Fragata clase Munificent: estas fragatas estelares provenientes del clan bancario eran la punta de lanza de la flota separatista. Podían hacer un muy buen papel frente a las grandes naves de guerra de la República.
- Nave de suministros separatista: nave de transporte para refuerzos, suministros de energía, armamento y otro material esencial en el frente.
- Nave Núcleo: nave de forma esférica de la federación de comercio, utilizada para transporte y el aterrizaje planetario.

Cazas:
- Droide Tri-caza: caza estelar droide de forma triangular. Poseía una gran velocidad y maniobrabilidad.
- Droide caza clase Buitre: caza estelar droide que puede transformarse en caminante para combatir en superficies.
- Caza geonosiano Ginivex: caza que poseía una vela solar. Estaba armado con dos cañones bláster.
- Caza geonosiano Nantex : caza de las fuerzas de defensa de Geonosis. Su armamento consistía en un cañón blaster central.
- Caza estelar umbarano: caza utilizado por la Milicia Umbarana. Tecnológicamente avanzado, destaca su cabina central.
- Interceptor Mankvim-814
- Caza Belbullab-22: caza del célebre general Grievous.

 Otras naves:
- Bombardero droide clase Hiena: basado en el diseño del droide buitre, los bombarderos hiena tienen un casco más ancho y resistente con alas más grandes. Están equipados para bombardeos con municiones pesadas. Al igual que el droide buitre, se puede reconfigurar su forma para adoptar el modo de caminante.
- Cañonera droide o droide gunship: unidad droide de apoyo aéreo fuertemente armada y protegida. Además de apoyo en el ataque, servía para el transporte de droides de combate.
- Nave de asalto clase Trident: extraña nave de combate en forma de cefalópodo, utilizada para desplegar grandes cantidades de tropas cuando perforaba una estructura o nave enemiga.[22]
- Nave de abordaje clase Droch: nave de abordaje que poseía cuatro púas capaces de aplastar a los objetivos capturados.
- Lanzadera de escolta neimoidiana o de clase Sheathipede: nave pequeña, ligeramente armada, para transporte de corto alcance.
- Lanzadera clase Maxillipede: tipo de lanzadera neimodiana similar a la anterior, pero con dos alas dorsales en vez de una.
- Nave de transporte C-9979: nave perteneciente a la federación de comercio, utilizada a menudo durante invasiones de planetas. Está equipado cañones láseres sobre las alas inferiores. Transporta generalmente AAT, y vehículos de despliegue de tropas MTT.
- Transporte clase Hardcell: era una nave de transporte, fabricada y utilizada por la Tecno-Unión.